# Bardestan
Bardestan (farsi بَردِستان) è una città dello shahrestān di Dayyer, circoscrizione Centrale, nella provincia di Bushehr.